# Miloš Minić
Miloš Minić, född den 28 augusti 1914, i Čačak, Kungariket Serbien, död den 5 september 2003 i Belgrad, Serbien och Montenegro, var en serbisk kommunistisk politiker.

## Biografi
Minić tog examen vid gymnasieskola i Čačak och fortsatte sedan med juristutbildning vid Belgrads universitet.
Från 1935 var han medlem i det då illegala Jugoslaviens kommunistiska ungdomsförbund (SKOJ), liksom Jugoslaviens kommunistiska parti (KPJ), där han innehade ledande befattningar i båda organisationerna. Under de jugoslaviska partisanernas kamp mot ockupanterna Nazityskland och Italien, höll Minić från 1941 poster både i partiet och inom militären.
Efter Jugoslaviens befrielse från ockupationen var han chef för Belgrads gren av inrikesdepartementet, och då som allmän åklagare i Serbien och företrädare för den militära åklagaren i Jugoslaviska folkarmén (JNA). Han höll sedan flera poster inom den jugoslaviska regeringen. Han var utrikesminister i Jugoslavien från 16 december 1972 till 17 maj 1978, och under denna tid undertecknade han fördraget i Osimo som fastställde gränsen mellan Italien och Jugoslavien.